# Justino Mendes de Almeida
Justino Mendes de Almeida GOC (Benavente, Benavente, 1924 − Lisboa, 18 de julho de 2012) foi um professor universitário português.

## Biografia
Licenciou-se em Filologia Clássica na Faculdade de Letras da Universidade de Coimbra e doutorou-se em Filologia Clássica na Faculdade de Letras da Universidade de Lisboa. Nesta ensinou Grego e Latim.
Foi inspector das bibliotecas e arquivos do Ministério do Ultramar e, desde 1962 foi diretor-geral do ensino do Ultramar até à Revolução dos Cravos.
A 15 de Junho de 1971 foi feito Grande-Oficial da Ordem Militar de Cristo.
De 1976 à aposentação (1991) exerceu funções em organismos ligados à defesa do Património, nomeadamente o Instituto Português do Património Cultural (IPPC), de que foi vice-presidente.
De 1968 a 1971 exerceu o cargo de subsecretário de Estado da Administração Escolar. Presidiu à Junta de Investigações do Ultramar (1962−1974) e foi presidente da Secção de Linguística da Sociedade de Geografia de Lisboa. Leccionou na Universidade Livre de Lisboa e foi fundador, vice-reitor (1987−1992) e reitor (1986−1987 e 1992−2012) da Universidade Autónoma de Lisboa, aí tendo lecionado as disciplinas de História da Cultura Portuguesa, Humanismo e Renascimento e Epigrafia no âmbito da licenciatura de História, e outras no âmbito de licenciaturas como Línguas e Literaturas Modernas e Relações Internacionais. Foi académico de número da Academia das Ciências de Lisboa (onde exerceu o cargo de inspector da Biblioteca) da Academia Portuguesa da História (onde exerceu o cargo de 1º Vice-Presidente) e da Academia Nacional de Belas-Artes.
Faleceu em Lisboa em julho de 2012, quando acabava de ser promovido a Reitor Emérito da Universidade Autónoma de Lisboa.

## Obras
Publicou trabalhos no âmbito da linguística e literatura, entre as quais há a destacar as seguintes:
- Sobre um virgilianismo d'os Lusíadas (1951)
- Nota camoniana (1955)
- Um manuscrito d'Os Lusíadas latinos por Frei António Baião, Faculdade de Letras da Universidade de Lisboa (1957)
- Estudos de Epigrafia Latina (1958−1965)
- As informações linguísticas de Suetónio nas vidas dos doze césares (tese de doutoramento, 1959)
- Agostinho Barbosa: o segundo lexicógrafo português da língua latina, Sociedade Martins Sarmento (1965)
- Reflexões em torno de Avieno e do poema Ora Marítima, Sociedade de Geografia de Lisboa (1965)
- CARDOSO, Maria Teresa; PINTO, Maria Leonor - Justino Mendes de Almeida: Notícia biobibliográfica. Lisboa: Universidade Autónoma de Lisboa, 2001.